# Parafia św. Wojciecha w Łanach Wielkich
Parafia Świętego Wojciecha w Łanach Wielkich – parafia rzymskokatolicka, znajdująca się w diecezji kieleckiej, w dekanacie żarnowieckim.